# 延岡市立三川内中学校
延岡市立三川内中学校（のべおかしりつ みかわうちちゅうがっこう）は、宮崎県延岡市北浦町三川内にある公立中学校。

## 沿革
- 1947年
  - 4月28日 - 設立許可申請。
  - 5月4日 - 北浦村立北浦中学校三川内分校として三川内小学校に併設する形で開校。
- 1955年4月1日 - 北浦村立三川内中学校として独立認可。
- 1957年5月1日 - 校歌制定。
- 1963年5月31日 - 女子制服を制定。
- 1966年
  - 2月26日 - 校旗制定。
  - 3月1日 - 新校舎落成に伴い現在地へ移転。
- 1972年 11月1日 - 町制施行に伴い北浦町立三川内中学校に改称。
- 1973年
  - 1月6日 - 体育館完成。
  - 9月13日 - プール完成。
- 1994年
  - 8月3日-宮崎県シンガポール親善使節団2名派遣
  - 11月26日-国際交流会（シンガポール生徒4人来航）
- 2006年 2月20日 - 延岡市への編入に伴い延岡市立三川内中学校に改称。
- 2015年 4月 - 延岡市立三川内小学校と統合し、小中一貫校延岡市立三川内小中学校中学部となる[2]。

## 概要
- 生徒数 28人
- 学級数 3
- 職員数 9人

（2013年6月10日現在）
- へき地2級校の認定を受けている。

## 学区
- 延岡市北浦町三川内 （三川内小学校通学区域と同一）

## 交通
- 宮崎交通バス 宮野浦線 「本村」より9km
- さわやか号（乗合タクシー） 北浦線 「三川内」下車

## 行事
4月入学式

9月小中合同運動会

10月文化祭
3月卒業式

## 生徒会活動・部活動など
- 剣道部
- 男子卓球部
- 女子ソフトテニス部

以前は弓道部、野球部があったが廃部　
男子卓球部は過去、中島スポーツ杯、宮崎県県北大会　夕刊デイリー杯　牛島杯で優勝を飾っている。
平成5年度には県大会で団体3位

## 著名な関係者

### 卒業生
- 日高勝三郎(2016年～全国素材生産業協同組合連合会会長)